# Суджук-кале (транспорт)
«Суджук-кале» — британская парусная шхуна, а затем парусный транспорт Черноморского флота Российской империи, в некоторых российских источниках также ошибочно упоминается как бывший турецкий транспорт.

## Описание судна
Транспортное двухмачтовое судно с деревянным корпусом и парусным вооружением шхуны. Длина судна составляла 21,1 метра, а ширина 4,5 метра. Вооружение судна в составе российского флота состояло из 4-х орудий.

## История службы

### В составе Российского флота
В 1837 году крейсерскими судами российского флота британская шхуна Vixen с грузом контрабанды была захвачена у кавказского побережья. В том же году судно под именем «Суджук-кале» было включено в состав Черноморского флота России в качестве транспорта.
В кампании с 1837 по 1850 год использовался для перевозки грузов между портами Азовского и Чёрного морей, в том числе между Севастополем и Николаевом в 1850 году. В 1850 году подвергся тимберовке в Севастополе.
С 1851 по 1853 год нёс брандвахтенную службу в Очакове. 
В кампанию 1856 года совершал плавания по Бугу и Бугскому лиману с гардемаринами на борту, во время плаваний проводилась опись берегов между островом Березань и устьем Днепровского лимана. В следующем 1857 году также выходил в плавания по той же реке и лиману.
По окончании службы в 1858 году транспорт «Суджук-кале» был исключён из списков судов Черноморского флота.

## Командиры транспорта
Командирами транспорта «Суджук-кале» в составе Российского императорского флота в разное время служили:
- А. Ф. Варпаховский (1837—1838 годы);
- А. Л. Альбрант (1839—1840 годы);
- А. И. Наумовский (1844—1851 годы);
- капитан-лейтенант Н. Ф. Рамклу (с 1852 года до июля 1853 года)[9];
- лейтенант А. И. Жевахов (с июля 1853 года)[10];
- лейтенант И. О. Дефабр (1856—1857 годы)[11];
- лейтенант Э. И. Викорст (1857 год)[12].